# Nous moviments socials
Nous moviments socials és l'expressió amb què en els anys 60 i 70 del segle XX era referit un únic moviment social conformat pel pacifisme, el feminisme i l'ecologisme tal com s'entenien a l'època.
Els nous moviments socials s'identifiquen per lluitar des de la teoria (estudis) i la pràctica (accions) envers uns eixos d'acció en els quals el conflicte no està centrat únicament en el caire econòmic o polític sinó també en els aspectes culturals i simbòlics dels individus o de les societats que en formen part, per tant no defensen els interessos d'una determinada classe social sinó que defensen elements identitaris que es veuen envoltats de conflicte de forma transversa als diversos nivells socioculturals.
Plantegen problemes d'aspectes que sorgeixen de la vida quotidiana de les persones amb el seu context, com poden ser la sexualitat, la defensa cap a la naturalesa o la igualtat de gènere. A més, son concebuts com a fins en si mateixos perquè posen en pràctica les mateixes ideologies que prediquen com per exemple la democràcia o la horitzontalitat en les seves estructures. Entenen que l'economia ha de desenvolupar permanentment les capacitats humanes de totes les persones, en un enfocament basat en les capacitats. Generalment rebutgen l'autoritat burocràtica, la reglamentació i les formes rutinàries d'actuació, optant per les conductes no institucionalitzades, tant a nivell individual com col·lectiu.
Els nous moviments socials estan formats per persones d'origen, cultures i classes socials molt diverses. També hi ha contramoviments: organitzacions i institucions de l'estat fins als grups de moviments contraris o agrupacions que duen a terme la conducta per la qual existeix el moviment.

## Exemples
A causa de les seves implicacions en la recerca i creació d'identitats i en la visió del simbolisme com a element central, exemples de diversos nous moviments socials són pacifisme, antimilitarisme, ecologisme i feminisme. S'hi afegeixen moviments urbans temàtics: per al reaprofitament dels espais abandonats, per a un habitatge digne, contra els desnonaments.
Altres moviments lluiten a favor dels drets de persones i grups que en general han sigut menyspreats: solidaritat cap al tercer món, defensa de drets humans i civils de les minories : moviments LGTBI, per a la igualtat de les minories ètniques, el moviments a favor del refugiats de conflictes bèl·lics o els moviments d'ajuda a les persones sense sostre.